# Etendue
Die Étendue {\displaystyle E} (frz.: Ausdehnung) misst die Ausdehnung eines Strahlenbündels in der geometrischen Optik. Die Étendue setzt sich aus dem Querschnitt und dem Raumwinkel zusammen. Für ein infinitesimales Strahlenbündel ist die infinitesimale Étendue definiert als:
{\displaystyle \mathrm {d} E=(\mathrm {d} {\vec {a}}\cdot {\vec {k}})\;\mathrm {d} \Omega }
wobei
- {\displaystyle \Omega } der Raumwinkel,
- {\displaystyle {\vec {a}}} der Flächenvektor des Querschnitts und
- {\displaystyle {\vec {k}}} der auf den Brechungsindex normierte Richtungsvektor der Strahlung ist.

Die Étendue ist eine Erhaltungsgröße der geometrischen Optik, ändert sich also nicht beim Durchgang eines Strahlenbündels durch ein ideales optisches System. Sie ist eine Lagrange-Invariante.
Für ein abbildendes System wird die Étendue auch als Lichtleitwert bezeichnet und misst die Étendue der maximal übertragenen Strahlung.

## Beispiele
Für nicht abbildende Systeme, wie sie in der Beleuchtungstechnik anzutreffen sind, beschreibt die Étendue einer Lichtquelle, wie stark das Licht bereits aufgefächert ist:
- Hat eine Lichtquelle wie z. B. eine Leuchtstofflampe eine entsprechend große Étendue, kann daraus – wenn keine Lichtleistung verloren gehen soll – eng gebündeltes Licht nur mit einem extrem großen Reflektor erzeugt werden.
- Eine Punktlichtquelle wie eine Halogenmetalldampflampe hat eine wesentlich kleinere Étendue und erlaubt somit die gerichtete Abstrahlung großer Teile des Lichts mit einem relativ kleinen Reflektor.